# Masindi
Masindi è una cittadina dell'Uganda nordoccidentale, capoluogo del distretto rurale omonimo, nella Regione Occidentale. Si trova sulla strada che congiunge la capitale Kampala (213 km di distanza) a Gulu e al parco nazionale di Murchison Falls.
A causa della sua collocazione, Masindi gode di un certo movimento di turisti diretti verso il parco nazionale o altri luoghi di interesse nei dintorni come Busingiro e Kanyio Pabidi. Ciò contribuisce ad alimentare il tradizionale mercato all'aperto e altre strutture commerciali e ricettive (supermercati, distributori di benzina, alberghi). L'area è coperta tre reti GSM, operate da Celtel, MTN Uganda e Uganda Telecom.